# Mönchsmühle (Räbke)

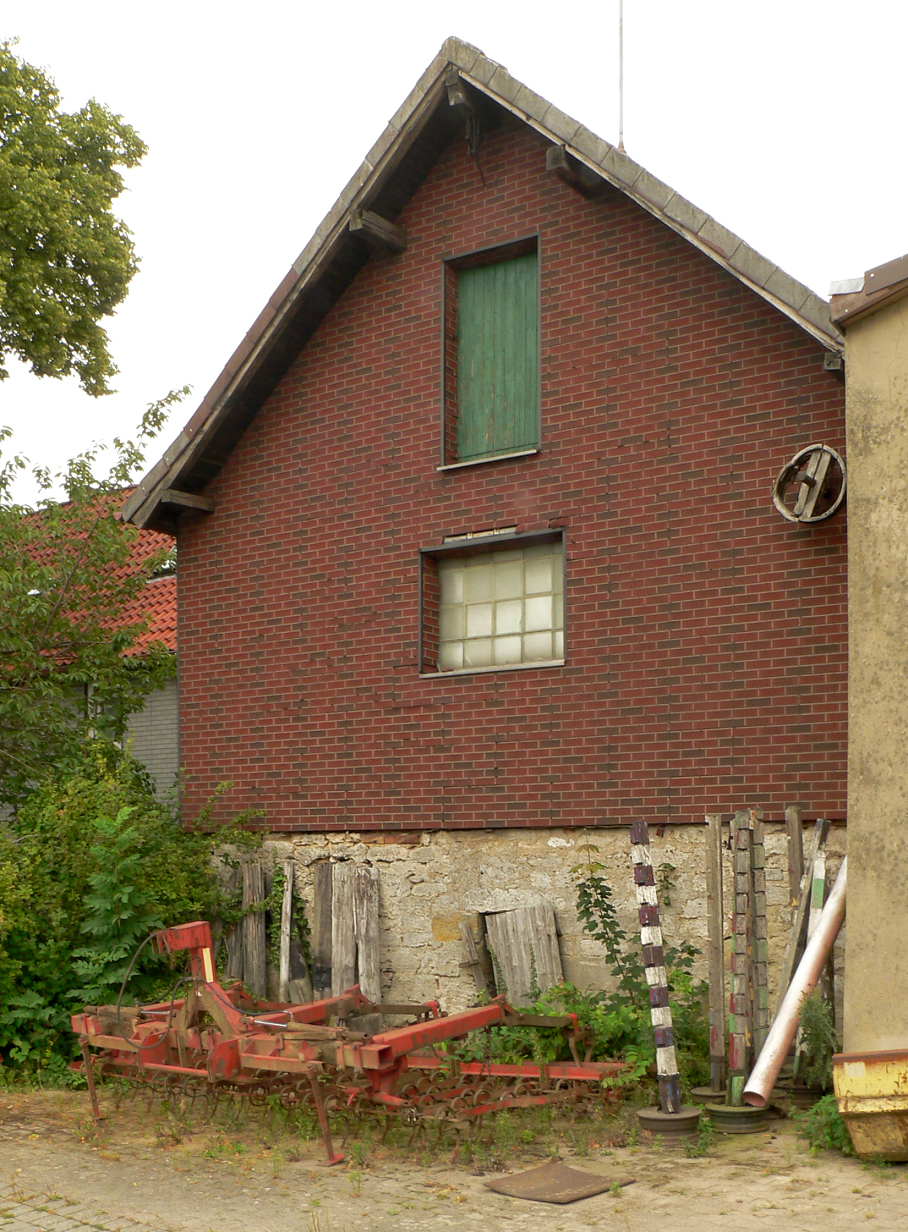
Früheres Mühlengebäude der Mönchsmühle

Die Mönchsmühle war eine oberschlächtige Wassermühle an der Schunter in Räbke im Landkreis Helmstedt. Wegen ihrer Insellage zwischen zwei Schunterläufen wurde sie auch Inselmühle genannt, nach früheren Besitzern ebenso Angersteinsche Wassermühle und Vahldieksche Mühle.

## Beschreibung
Laut dem Urkundenbuch des Hochstiftes Halberstadt wurde das Grundstück für den Bau der Mühle vom Halberstädter Bischof Konrad 1205 an Mönche des Klosters Mariental übergeben. Die Mönchsmühle könnte die älteste Mühle in Räbke sein, da die Mühle Prinzhorn nach Recherchen des Räbker Heimatforschers Franz Löding 1228 von Mönchen erbaut worden sei und die Wassermühle Liesebach 1236 gegründet wurde.
Die Mönchsmühle war früher Teil eines landwirtschaftlichen Hofes, da sie in Überlieferungen als Reihehof in der Größe eines Halbspännerhofes aufgeführt wird. 1613 werden als Eigentümer Viktor Gebhards und Cort Steinmann genannt, wobei der Name bis 1754 blieb.

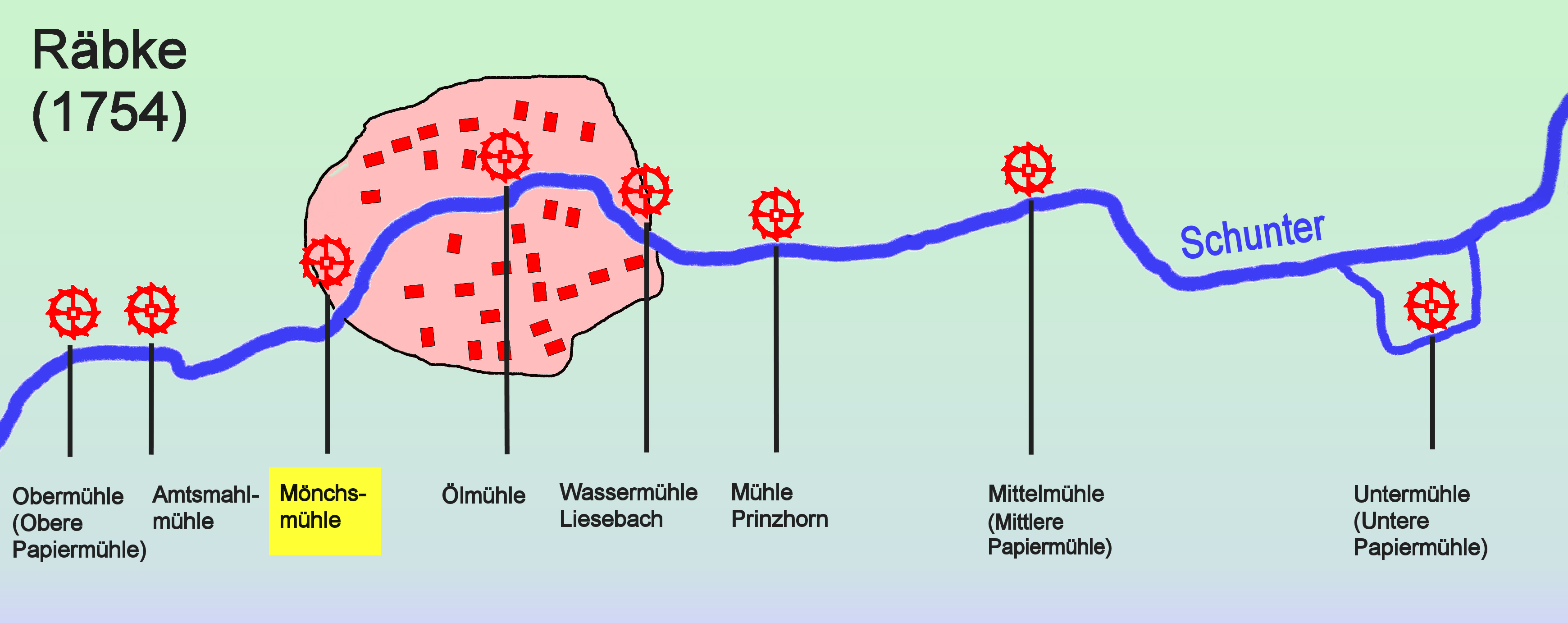
Lage der Mühle an der Schunter, 1754

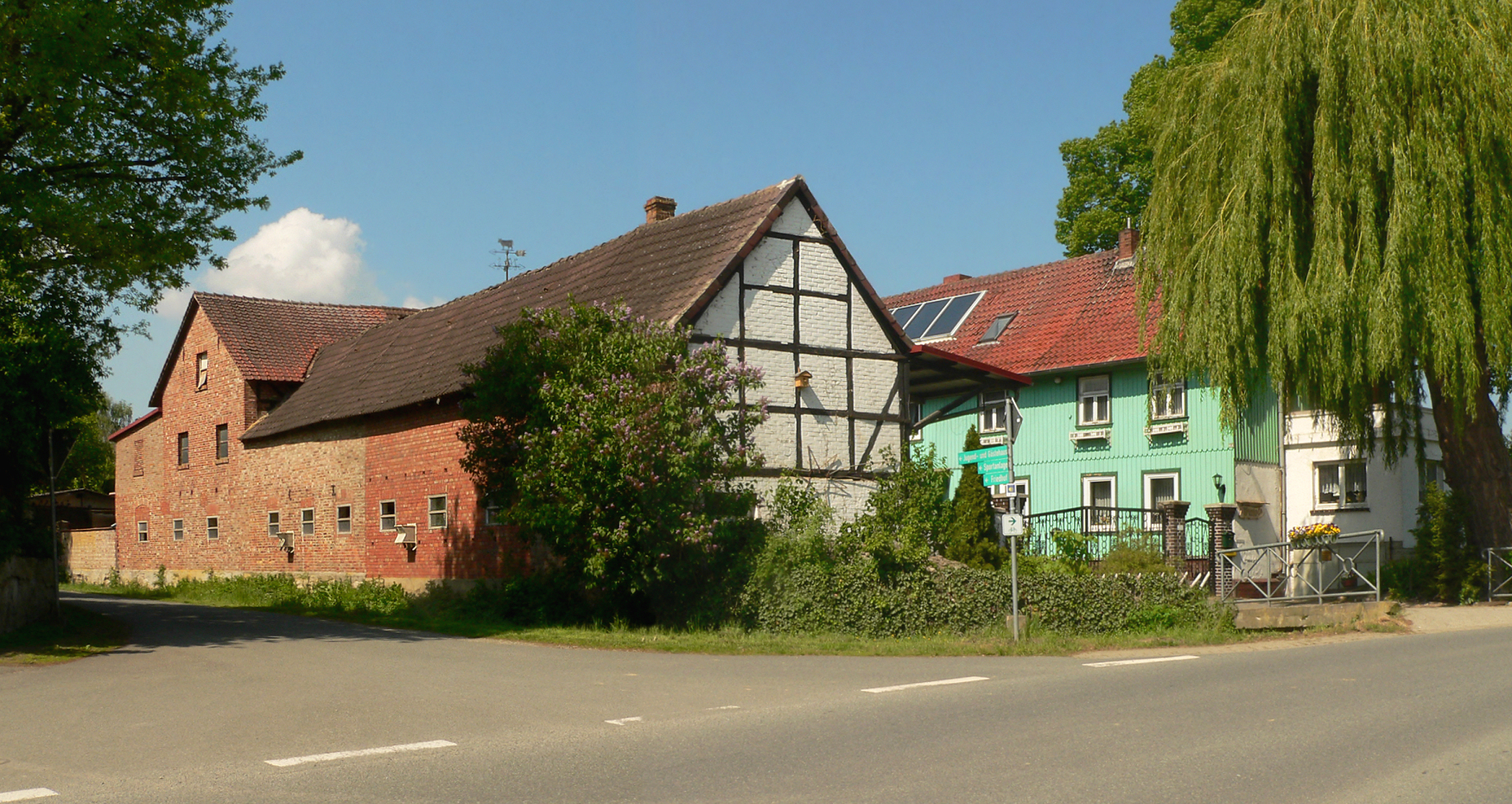
Das landwirtschaftliche Anwesen mit der Mönchsmühle

Die Mühle ist auf einer im Rahmen der Braunschweigischen General-Landesvermessung von 1754 angefertigten Karte von Räbke und Umgebung eingezeichnet. Zu der Zeit lebten in den 84 Wohngebäuden des Dorfes fast 570 Menschen.
1902 erwarb der Sattlermeister Wilhelm Vahldiek das Grundstück mit dem Hof und Mühle vom damaligen Besitzer Bertram, um darin eine Sattlerei mit Polsterei einzurichten. Das zum Hof zugehörige Ackerland wurde abgegeben und der Mühlenbetrieb eingestellt. Im Nebenerwerb schrotete der Sattlermeister Wilhelm Vahldiek mit der Wassermühle Futterkorn und häckselte Stroh. 1935 übernahm der frühere Mühlenhof wieder Ackerland, das von der Burg Warberg aufgeteilt wurde, und wandelte sich durch Stallumbauten zu einem landwirtschaftlichen Betrieb.
Laut dem Räbker Mühlenkataster von 1939 war die Mühle zu dem Zeitpunkt in Betrieb und verfügte über einen zusätzlichen Motor zum Antrieb. Sie verarbeitet jährlich bis zu 600 Zentner Schrot, das von den Kunden gebracht und wieder abgeholt wurde.
Die Mühlengerechtsame wurde 1962 abgetreten und das Wasserrad wurde 1970 abgebaut. Es befand sich in einem Anbau auf der Nordseite des Hofes.